# Jurydyczna akademіja Charków
Jurydyczna akademіja Charków (ukr. Волейбольний Спортивний Клуб «Юридична академія» Харків, Wołejbolnyj Sportywnyj Kłub "Jurydyczna akademіja" Charkiw) – ukraiński męski klub siatkarski z Charkowa. Obecnie występuje w najwyższej klasie rozgrywek klubowych na Ukrainie.
W latach 80. XX wieku klub zwyciężał w rozgrywkach uczelni wyższych w Związku Radzieckim. W 1992 roku podjął rywalizację w rozgrywkach krajowych. W 1995 roku zajął 1. miejsce w I lidze, awansując do Superligi.

## Sukcesy
Superliga ukraińska:
- 2003, 2004
- 2001, 2002, 2015, 2016, 2021, 2023

Puchar Ukrainy:
- 1998, 2003

## Bilans sezon po sezonie
| Sezon     | Rozgrywki ligowe | Rozgrywki ligowe                                             | Puchar Ukrainy    | Europejskie puchary                                            |
| Sezon     | Poziom           | Miejsce                                                      | Puchar Ukrainy    | Europejskie puchary                                            |
| --------- | ---------------- | ------------------------------------------------------------ | ----------------- | -------------------------------------------------------------- |
| 1995/1996 | Wyższa liga      | 1. miejsce                                                   |                   |                                                                |
| 1996/1997 | Superliga        | 6. miejsce                                                   |                   |                                                                |
| 1997/1998 | Superliga        | 5. miejsce                                                   |                   |                                                                |
| 1998/1999 | Superliga        | 4. miejsce                                                   | 1. miejsce        |                                                                |
| 1999/2000 | Superliga        | 4. miejsce                                                   |                   | Puchar Europy Zdobywców Pucharów – faza grupowa                |
| 2000/2001 | Superliga        | 3. miejsce                                                   |                   | Puchar CEV – II runda kwalifikacyjna                           |
| 2001/2002 | Superliga        | 3. miejsce                                                   | 3. miejsce        | Puchar CEV – faza główna                                       |
| 2002/2003 | Superliga        | 2. miejsce                                                   |                   | Puchar CEV – 1/8 finału                                        |
| 2003/2004 | Superliga        | 2. miejsce                                                   | 1. miejsce        | Puchar CEV – faza główna                                       |
| 2004/2005 | Superliga        | 5. miejsce                                                   | 2. miejsce        | Puchar Top Teams – faza kwalifikacyjna Puchar CEV – 1/8 finału |
| 2005/2006 | Superliga        | 6. miejsce                                                   |                   |                                                                |
| 2006/2007 | Superliga        | 7. miejsce                                                   |                   |                                                                |
| 2007/2008 | Superliga        | 4. miejsce                                                   | 2. miejsce        |                                                                |
| 2008/2009 | Superliga        | 6. miejsce                                                   |                   |                                                                |
| 2009/2010 | Superliga        | 5. miejsce                                                   | I runda           |                                                                |
| 2010/2011 | Superliga        | 6. miejsce                                                   | III runda         |                                                                |
| 2011/2012 | Superliga        | 5. miejsce                                                   | III runda         |                                                                |
| 2012/2013 | Superliga        | 7. miejsce                                                   | 4. miejsce        |                                                                |
| 2013/2014 | Wyższa liga      | 1. miejsce                                                   |                   |                                                                |
| 2014/2015 | Superliga        | 3. miejsce                                                   | 2. miejsce        |                                                                |
| 2015/2016 | Superliga        | 3. miejsce                                                   | runda wstępna     |                                                                |
| 2016/2017 | Superliga        | 7. miejsce                                                   | ćwierćfinał       |                                                                |
| 2017/2018 | Superliga        | 6. miejsce                                                   | ćwierćfinał       |                                                                |
| 2018/2019 | Superliga        | 4. miejsce                                                   | runda wstępna     |                                                                |
| 2019/2020 | Superliga        | Ze względu na pandemię COVID-19 rozgrywki zostały przerwane. | runda wstępna     |                                                                |
| 2020/2021 | Superliga        | 3. miejsce                                                   | III runda         |                                                                |
| 2021/2022 | Superliga        | 5. miejsce                                                   | awans do IV rundy | Puchar Challenge – runda kwalifikacyjna                        |
| 2022/2023 | Superliga        | 3. miejsce                                                   | półfinał          |                                                                |

Poziom rozgrywek:
     najwyższy ogólnokrajowy
     drugi
     trzeci
     czwarty

## Znani ukraińscy siatkarze w drużynie
| Lata gry  | Imię i nazwisko           |
| --------- | ------------------------- |
| 1999–2005 | Maksym Pantełejmonenko    |
| 1999–2005 | Nikołaj Pawłow            |
| 1996–2005 | Dmytro (Dmitrij) Muserski |
| 2013–2015 | Władysław Didenko         |